# Enyaliopsis durandi
Enyaliopsis durandi är en insektsart som först beskrevs av Lucas, H. 1884.  Enyaliopsis durandi ingår i släktet Enyaliopsis och familjen vårtbitare. Inga underarter finns listade i Catalogue of Life.